# Comuna de Brzesko
Brzesko (polaco: Gmina Brzesko) é uma gminy (comuna) na Polónia, na voivodia de Pequena Polónia e no condado de Brzeski (małopolski). A sede do condado é a cidade de Brzesko.
De acordo com os censos de 2004, a comuna tem 35 406 habitantes, com uma densidade 345,2 hab/km².

## Área
Estende-se por uma área de 102,57 km², incluindo:
- área agricola: 67%
- área florestal: 18%

## Demografia
Dados de 30 de Junho 2004:
|                      | Total   | Total | Mulheres | Mulheres | Homens  | Homens |
| -------------------- | ------- | ----- | -------- | -------- | ------- | ------ |
|                      | pessoas | %     | pessoas  | %        | pessoas | %      |
| População            | 35 406  | 100   | 18 033   | 50,9     | 17 373  | 49,1   |
| Densidade (pop./km²) | 345,2   | 100   | 175,8    | 175,8    | 169,4   | 169,4  |

De acordo com dados de 2002, o rendimento médio per capita ascendia a 1262,68 zł.

## Subdivisões
- Bucze, Jadowniki, Jasień, Mokrzyska, Okocim, Poręba Spytkowska, Sterkowiec, Szczepanów, Wokowice.

## Comunas vizinhas
- Bochnia, Borzęcin, Dębno, Gnojnik, Nowy Wiśnicz, Rzezawa, Szczurowa